# Analysenprobe
Als Analysenprobe (meist nur Probe oder Stoffprobe genannt) wird in der analytischen Chemie, Biologie, oder Medizin die Gesamtheit des zu untersuchenden Materials bezeichnet. Dieses Material kann als chemischer Stoff, Gewebeprobe, oder anderes Stoffgemisch gasförmig (wie eine Autoabgasprobe, eine Geruchsprobe), flüssig (wie Trinkwasserproben, Urinproben), fest (wie eine Gesteinsprobe) oder ein Gemisch unterschiedlicher Aggregatzustände (beispielsweise eine feuchte Bodenprobe) sein.

## Analyt, Matrix und Analyselösung
Der Analyt oder die Analyten sind diejenigen in einer Probe enthaltenen Stoffe, über die bei einer chemischen Analyse eine Aussage getroffen werden soll, d. h. welche analysiert werden sollen.
Als Matrix (Mehrzahl: Matrices) werden diejenigen Bestandteile einer Probe bezeichnet, die nicht analysiert werden. Die Matrix kann unter Umständen die Analyse deutlich erschweren, etwa dann, wenn sie einen sehr großen Anteil der Probe ausmacht oder das Analyseverfahren stört.
Soll z. B. bestimmt werden, wie viel Chrom ein Nagel enthält, dann ist der Nagel die Probe, das Chrom der Analyt; Eisen, Kohlenstoff und sämtliche weitere eventuell vorhandenen Stoffe bilden zusammen die Matrix.
Analyselösungen werden in der Chemie verwendet, um Stoffgemische (Proben) zu untersuchen, die von Natur aus nicht flüssig sind, aber mit einem Gerät untersucht werden müssen, das nur flüssige Medien verarbeiten kann. Dazu wird eine definierte Menge der Probe in einem Lösungsmittel, meist Wasser oder Ethanol, gelöst. Die so entstandene Analyselösung wird in das Messgerät gefüllt. Viele Messgeräte sind nur für einen bestimmten Messbereich ausgelegt, so dass es mitunter nötig ist, die Analyselösung weiter zu verdünnen, um sie untersuchen zu können. In diesem Fall muss dann das Messergebnis mit dem Verdünnungsfaktor multipliziert werden, um die reale Konzentration zu ermitteln. Diese Analyselösungen werden etwa für Analysen mittels Atomabsorptionsspektrometer (AAS) oder bei der Radiocarbon-Messung benötigt sowie für alle Arten der nasschemischen Analyse.